# Jean de Wouters

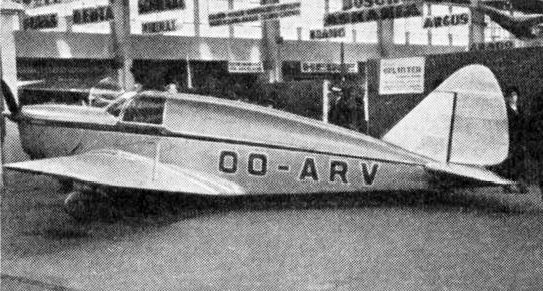
Jean de Wouters d'Oplinter W.4, fotografie z magazínu L'Aerophile, červen 1937

Jean Guy Marie Josef chevalier de Wouters d'Oplinter (27. ledna 1905 Brusel – 1973 Řím) byl belgický vynálezce a letecký inženýr.

## Životopis
Narodil se 27. ledna 1905 v Bruselu. Během druhé světové války pracoval pravděpodobně v letectví, protože má několik patentů na vylepšení letadel z tohoto období. V roce 1957 zkonstruoval podvodní fotoaparát Calypso-Phot pro Jacqua-Yvese Cousteau, který ve Francii prodávala společnost La Spirotechnique. Později v roce 1963 výrobu převzala společnost Nikon, která fotoaparát prodávala pod označením Nikonos (v Evropě jako Calypso-Nikkor). Na něj pak navázala známá řada podvodních fotoaparátů.
Zemřel v Římě v roce 1973.

## Calypso
V roce 1957 byl vyroben první sériový fotoaparát určený pro fotografování pod vodou: Calypso. Vyvinul jej Jean de Wouters a vylepšil Jacques-Yves Cousteau. Poprvé byl použit v Austrálii roku 1963. Umožňoval maximální rychlost závěrky 1/1000s. Společnost Nikon později začala vyrábět přístroj s označením Nikonos, s maximální rychlostí závěrky 1/500s. Ten se později stal nejúspěšnějším modelem podvodní řady. Pracuje až do hloubky 60 metrů pod hladinou moře. Calypso byl někdy inzerován jako „CALYPSO-PHOT“.

## Galerie

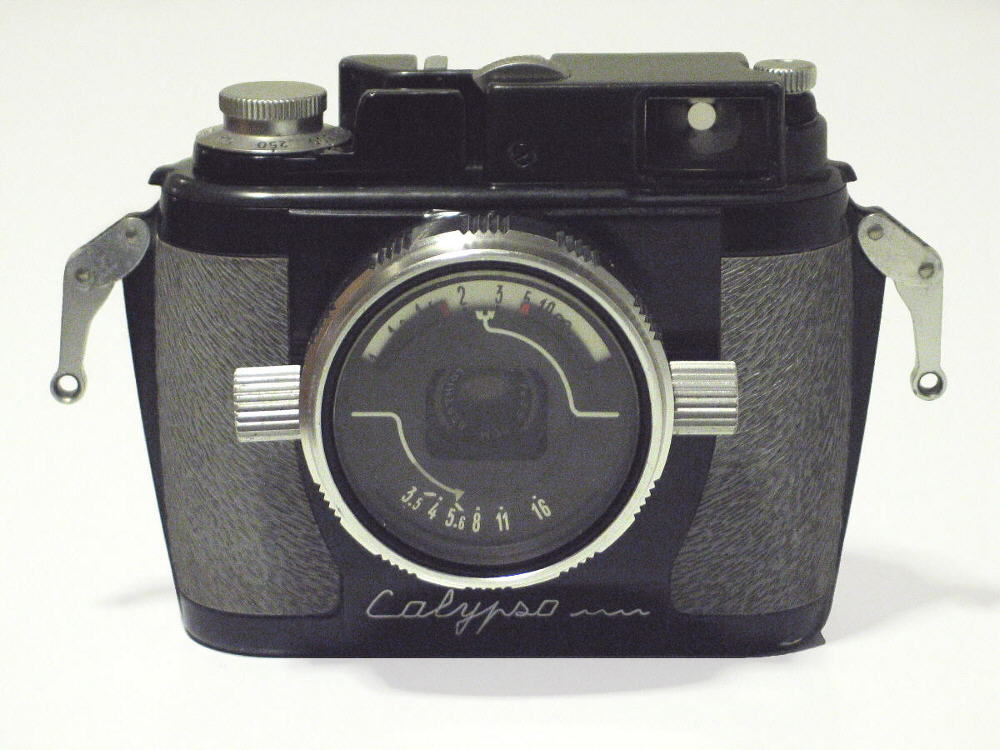
Podvodní fotoaparát Calypso, asi 1960
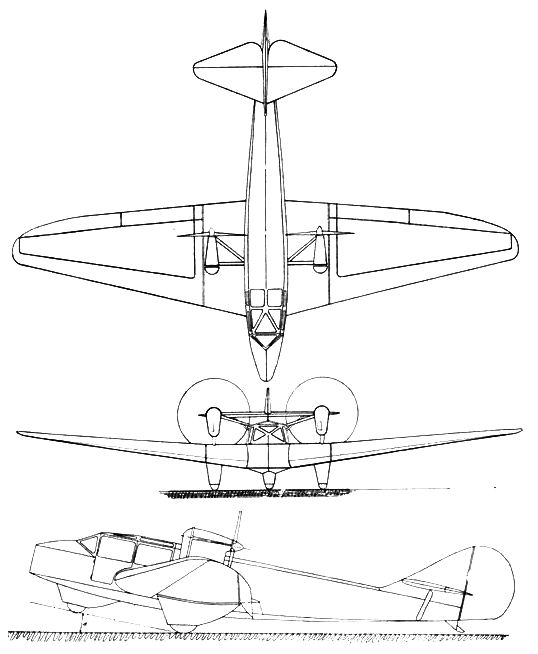
Wouters Air Taxi, L'Aerophile, únor 1934